# Saison 2012-2013 de l'En avant de Guingamp (féminines)
Maillots
Dernière mise à jour : 25 juillet 2013.
Chronologie
Saison précédente Saison suivante
La saison 2012-2013 de la section féminine de En avant de Guingamp est la septième saison consécutive du club breton en première division du championnat de France et la trente-troisième saison du club à ce niveau depuis 1975.
Olivier Moullac est à la tête du staff guingampais lors de cette nouvelle saison qui fait suite à plusieurs saisons moyennes pour le club qui stagne dans le ventre mou du classement depuis sa remontée dans l'élite nationale. Les objectifs pour cette saison restent cependant modestes, car face aux grands clubs de la première division, les dirigeants ne peuvent guère viser plus que le maintien à ce niveau.
L'EA Guingamp va également évoluer au cours de la saison en Coupe de France.

## Avant saison

### Transferts
En ce début de saison, le club change dans un premier temps d'entraineur avec l'arrivée d'Olivier Moullac en provenance du pôle espoir de Rennes et enrôle deux nouvelles joueuses, Caroline La Villa du FCF Monteux, Léa Le Garrec du Paris Saint-Germain et Maud Hurault du CPBB Rennes. Lors de la trêve hivernale, le club breton se renforce en enregistrant le retour à la compétition de Charline Lemaire après plusieurs mois d'absence.
Après le départ de son entraineur Adolphe Ogouyon, le club fait face à de nombreux départs, puisque Charlotte Neutelers rejoint l'ES Arpajonnaise, Mégane Androuet le CPBB Rennes, Ségolène Le Faucheur le Lannion FC, Mélanie Daunas l'US Saint-Malo, et la paire Saïda Akherraze-Allison Blais, rejoignent le Paris Saint-Germain. Lors de la trêve hivernale, Julie Morel quitte le club pour évoluer au FCF Condéen en seconde division.

### Préparation d'avant-saison et matchs amicaux
Avant son premier match officiel de championnat prévu le 9 septembre, l'EA Guingamp a programmé trois matchs amicaux face au Mans FC, au FCF Condéen et au FCF Juvisy ainsi que le tournoi amical de Ploërmel, auquel participe de nombreuses équipes bretonnes.
L'équipe bretonne joue un match amical le 13 janvier face au Quimper KFC qu'elle remporte sur le score de trois buts à zéro.

## Compétitions

### Championnat

#### Phase aller - Journée 1 à 11
La saison 2012-2013 de Division 1 est la trente-neuvième édition du championnat de France de football féminin. La division oppose douze clubs en une série de vingt-deux rencontres. Les meilleurs de ce championnat se qualifient pour la Ligue des Champions (les deux premiers). L'EA Guingamp participe à cette compétition pour la trente-troisième fois de son histoire et a déjà été sacré champion en 1989 sous le nom de Saint-Brieuc SC.
La compétition débute pour l'EA Guingamp, le dimanche 9 septembre 2012 à 15 h, par un match face au Paris SG. Les Guingampaises pour leur premier match de la saison, tiennent en échec les ambitieuses parisiennes sur le score de un but partout grâce à une réalisation de Julie Morel. Lors de la deuxième journée, les filles d'Olivier Moullac tiennent en échec les joueuses de l'Arras FCF sur le score de un but partout grâce à l'égalisation de Madeleine Michèle Ngono Mani, puis elles s'imposent la semaine suivante face au promu, le FF Issy, sur le score de quatre buts à deux. Les Guingampaises connaissent une grosse désillusion lors de la quatrième journée, en s'inclinant sur le score de quatre buts à zéro sur le terrain du Rodez AF avec notamment un triplé de Marine Augis.
Lors de la cinquième journée, les filles d'Olivier Moullac se ressaisissent en battant le FF Yzeure sur le score de deux buts à zéro, grâce à un magnifique coup franc d'Audrey Février en pleine lucarne. Les Guingampaise cèdent néanmoins dès la journée suivante face au champion en titre, l'Olympique lyonnais, sur le score de trois bus à zéro, avant de se ressaisir face au FC Vendenheim, qu'elles battent sur le score d'un but à zéro grâce à  Alexandra Banner.
Lors de la huitième journée, les joueuses de l'EA Guingamp sont battues par leurs homologues du FCF Juvisy, sur le score de trois buts à un et ce malgré un but de trente mètres inscrit par Sophie Rissoan dans les dernières minutes du match, avant de s'imposer face aux joueuses du Toulouse FC sur le score sans appel de trois buts à zéro puis de s'incliner de justesse face à l'AS Saint-Étienne sur le score d'un but à zéro. L'ultime match de la phase aller du club breton se conclut par un match nul un but partout face au Montpellier HSC grâce à un pénalty de Léa Le Garrec.

#### Phase retour - Journée 12 à 22
Pour son premier match retour et le dernier avant la trêve hivernale, les Guingampaises écrasent l'Arras FCF sur le score de sept buts à zéro avec notamment un triplé de Maud Hurault. La reprise du championnat s'effectue le 6 janvier, et les joueuses d'Olivier Moullac entament cette année 2013 de la meilleure des façons en s'imposant sur le terrain du FF Issy sur le score de deux buts à zéro. Le match de la 14e journée qui devait les opposer au Rodez AF est reporté à une date ultérieure du fait des conditions climatiques sur la Bretagne. Après une qualification facile en Coupe de France, les Bretonnes réalisent une mauvaise opération face à un adversaire direct pour les places d'honneur, en s'inclinant trois buts à deux sur la pelouse du FF Yzeure, avant de chuter lourdement lors de la journée suivante face à l'Olympique lyonnais cinq buts à un, devant pas moins de 7800 spectateurs, ce qui réalise un record pour le club cette saison. La semaine suivante, le club breton rattrape son match en retard de la quatorzième journée et s'impose deux buts à zéro face au Rodez AF. Lors de la journée suivante, les Guingampaises s'imposent facilement sur la pelouse du FC Vendenheim sur le score de quatre buts à un, condamnant quasiment les Alsaciennes à une descente certaine, avant de s'incliner à domicile face au FCF Juvisy sur le score de deux buts à zéro, démontrant une fois de plus l'écart existant entre les Bretonnes et le quatuor de tête. Les joueuses d'Olivier Moullac se ressaisissent lors de la 19e journée en s'imposant face au Toulouse FC sur le score de deux buts à un.

### Coupe de France
La coupe de France 2012-2013 est la 12e édition de la coupe de France, une compétition à élimination directe mettant aux prises les clubs de football à travers la France métropolitaine et les DOM-TOM. Elle est organisée par la FFF et ses ligues régionales.
Marinette Pichon effectue un tirage plutôt clément pour les Guingampaises qui joueront à l'extérieur, face au Corné USC, qui évolue en seconde division. Les Guingampaises remportent ce match cinq buts à zéro, avec notamment un quadruplé de Salma Amani. En 16e de finale, les Bretonnes reçoivent leurs voisines du Quimper KFC qu'elles battent de justesse sur le score de deux buts à un. Lors des huitièmes de finale, les Guingampaises s'imposent de justesse sur le terrain de l'US Compiègne qui évolue pourtant en seconde division sur le score de deux buts à un. 

### Matchs officiels de la saison
Le tableau ci-dessous retrace les rencontres officielles jouées par l'EA Guingamp durant la saison. Les buteurs sont accompagnés d'une indication sur la minute de jeu où est marqué le but et, pour certaines réalisations, sur sa nature (penalty ou contre son camp).
| Compétition     | Débute au tour | Place ou tour final | Matches joués | Gagnés | Nuls | Perdus | Buts pour | Buts contre | Différence |
| Division 1      | -              | -                   | 19            | 9      | 3    | 7      | 34        | 28          | +6         |
| Coupe de France | 1/32 de finale | -                   | 3             | 3      | 0    | 0      | 9         | 2           | +7         |
| Total           | -              | -                   | 22            | 12     | 3    | 7      | 43        | 30          | +13        |

## Joueurs et encadrement technique

### Encadrement technique
L'entraineur de l'En Avant Guingamp est Olivier Moullac, qui succède à Adolphe Ogouyon à la fin de la saison dernière, et qui est l'ancien entraîneur des gardiens de l’équipe de France des moins de 19 ans. Formé au FC Nantes, il garde les buts du FC Lorient avant de se lancer dans une carrière de formateur.

### Statistiques individuelles
| \| Mainguy Cadare Mbock Février Hamon Le Garrec Amani La Villa Banner Le Bihan Ngono Mani \| Équipe type de la saison. · D'après les temps de jeu à leur poste. |
| Mainguy Cadare Mbock Février Hamon Le Garrec Amani La Villa Banner Le Bihan Ngono Mani                                                                          |

| Joueuse              | Total |
| Madeleine Ngono Mani | 9     |
| Salma Amani          | 9     |
| Maud Hurault         | 8     |
| Léa Le Garrec        | 7     |
| Alexandra Banner     | 3     |
| Audrey Février       | 2     |
| Julie Morel          | 2     |
| Camille Raulet       | 1     |
| Fiona Le Callet      | 1     |
| Sophie Rissoan       | 1     |

| Joueuse              | Total |
| Léa Le Garrec        | 6     |
| Madeleine Ngono Mani | 3     |
| Ellie Hamon          | 2     |
| Fiona Le Callet      | 2     |
| Alexandra Banner     | 1     |
| Honorine Corbel      | 1     |
| Salma Amani          | 1     |
| Sophie Rissoan       | 1     |

### Joueuses en sélection nationale
Deux joueuses de l'EA Guingamp évoluent en sélection nationale. Il s'agit de Madeleine Michèle Ngono Mani qui fait partie de la sélection du Cameroun qui a participé aux Jeux olympiques d'été de 2012 à Londres et de Julie Morel qui a connu une sélection en équipe de France le 15 septembre 2012 au Stade du Roudourou face à l'Irlande.

## Affluence et télévision

### Affluence
Affluence de l'EAG à domicile

### Retransmission télévisée
Profitant de la médiatisation de la Coupe du monde, la FFF avait lancé le lundi 11 juillet 2012 l’appel d’offre pour les droits TV du championnat de France. Ces derniers ont été remportés par France Télévision en duo avec la chaine Eurosport pour un contrat s'élevant à 110 000 euros.

## Équipe réserve et équipes de jeunes
La première réserve guingampaise évolue en Promotion d’Honneur de Bretagne, soit trois divisions en dessous de l’équipe première, alors que la seconde équipe réserve évolue quant à elle au niveau du district des Côtes d'Armor. 
Le club breton possède également une équipe des moins de 19 ans qui participe au Challenge National Féminin U19.